# Un os pour deux
Pour plus de détails, voir Fiche technique et Distribution.
Un os pour deux (T-Bone for Two) est un court-métrage d'animation américain des studios Disney avec Pluto, sorti le 14 août 1942.

## Synopsis
Pluto trouve un os de Butch et va alors tenter de se l'approprier malgré le danger.

## Fiche technique
- Titre original : T-Bone for Two
- Titre français : Un os pour deux
- Série : Pluto
- Réalisation : Clyde Geronimi assisté de Don A. Duckwall (non crédité)
- Production : Walt Disney
- Société de production : Walt Disney Productions
- Sociétés de distribution : RKO Radio Pictures et Buena Vista Pictures
- Format : Couleur (Technicolor) - 1,37:1 - Son mono (RCA Photophone)
- Durée : 7 min
- Langue : Anglais
- Pays de production :  États-Unis
- Date de sortie :
  - États-Unis : 14 août 1942[1]

## Voix originales
- Pinto Colvig : Pluto
- Billy Bletcher : Butch le bouledogue

## Titre en différentes langues
- Danemark : Plutos listige plan
- Finlande : Luu kahdelle
- Suède : Pluto och hundbenet, Plutos beniga bekymmer

Source : IMDb